# Heteropsis linearis
Heteropsis linearis là một loài thực vật có hoa trong họ Ráy (Araceae). Loài này được A.C.Sm. mô tả khoa học đầu tiên năm 1939.